# Joaquim Martínez
Joaquim Martínez (Valencia, 1750 – Cádiz, 1813) fue un arquitecto, militar y político valenciano. Estudió en Madrid y en la Real Academia de Bellas Artes de San Carlos, donde fue discípulo de Ignacio Vergara y de Vicent Gascó y Massot. 
En 1773 ingresó como miembro de la Real Academia de Bellas Artes de San Carlos, de la que en 1791 fue nombrado director de la sección de arquitectura y en 1793 se convirtió en director general. Entre otras obras, diseñó la obra nueva de la universidad de Valencia y la capilla del beato Gaspar Bono de la Iglesia de San Miguel y San Sebastián (Valencia) en la ciudad de Valencia.
Cuando estalló la Guerra de la Independencia Española fue nombrado comandante del primer batallón de zapadores urbanos de Valencia. El 27 de julio de 1810 fue elegido diputado a las Cortes de Cádiz. Formó parte de la Comisión de Bellas Artes y de la Comisión de Hacienda, pero participó poco debido a su mala salud. Aun así fue uno de los firmantes de la Constitución española de 1812 Poco antes de morir fue elegido de nuevo diputado suplente.